# Meistriliiga 2015
Die Meistriliiga wurde 2015 zum insgesamt 25. Mal als höchste estnische Fußball-Spielklasse der Herren ausgetragen. Die estnische Meisterschaft die offiziell als A. Le Coq Premium liiga ausgetragen wurde, begann am 6. März 2015 und endete am 7. November 2015 mit dem 36. Spieltag. Als Titelverteidiger startete der FC Levadia Tallinn in die Saison.

## Saisonverlauf
Die Liga umfasste wie in der Vorsaison zehn Teams. Titelverteidiger war der FC Levadia Tallinn. Direkter Aufsteiger aus der Esiliiga war Pärnu Linnameeskond. Der letzte Startplatz wurde in den Relegationsspielen im November 2014 zwischen dem Jõhvi FC Lokomotiv und Tulevik Viljandi ermittelt, wobei sich der letztjährige Esiliiga-Verein durchsetzte.
Die Meisterschaft wurde in einer regulären Spielzeit mit je zwei Hin- und zwei Rückrundenspielen ausgetragen. Jedes Team trat dabei viermal gegen jede andere Mannschaft an. Der Tabellenletzte stieg in die zweitklassige Esiliiga ab, der Vorletzte spielte in der Relegation.

## Teilnehmer
| Verein              | Stadt         | Stadion                               | Kapazität |
| ------------------- | ------------- | ------------------------------------- | --------- |
| FC Flora Tallinn    | Tallinn       | A. Le Coq Arena                       | 9.692     |
| FC Infonet Tallinn  | Tallinn       | Lasnamäe kergejõustikuhalli kunstmuru | 0.200     |
| FC Levadia Tallinn  | Tallinn       | Kadrioru staadion                     | 5.000     |
| FC Nõmme Kalju      | Tallinn-Nõmme | Kadrioru staadion                     | 5.000     |
| JK Kalev Sillamäe   | Sillamäe      | Sillamäe Kalevi staadion              | 3.000     |
| JK Tammeka Tartu    | Tartu         | Tamme Staadion                        | 1.600     |
| JK Trans Narva      | Narva         | Narva Kreenholmi Staadion             | 3.000     |
| JK Tulevik Viljandi | Viljandi      | Viljandi linnastaadion                | 2.000     |
| Paide Linnameeskond | Paide         | Paide linnastaadion                   | 0.268     |
| Pärnu Linnameeskond | Pärnu         | Strand-Stadion                        | 1.500     |

## Abschlusstabelle
| Pl. | Verein                  | Sp. | S  | U  | N  | Tore    | Diff. | Punkte |
| --- | ----------------------- | --- | -- | -- | -- | ------- | ----- | ------ |
| 1.  | FC Flora Tallinn        | 36  | 27 | 3  | 6  | 072:240 | +48   | 84     |
| 2.  | FC Levadia Tallinn (M)  | 36  | 22 | 10 | 4  | 078:320 | +46   | 76     |
| 3.  | FC Nõmme Kalju (P)      | 36  | 22 | 5  | 9  | 069:360 | +33   | 71     |
| 4.  | FC Infonet Tallinn      | 36  | 17 | 11 | 8  | 050:320 | +18   | 62     |
| 5.  | JK Kalev Sillamäe       | 36  | 17 | 8  | 11 | 063:430 | +20   | 59     |
| 6.  | JK Trans Narva          | 36  | 14 | 7  | 15 | 050:460 | +4    | 49     |
| 7.  | Paide Linnameeskond     | 36  | 9  | 6  | 21 | 050:730 | −23   | 33     |
| 8.  | Pärnu Linnameeskond (N) | 36  | 6  | 8  | 22 | 038:870 | −49   | 26     |
| 9.  | JK Tammeka Tartu        | 36  | 7  | 4  | 25 | 039:960 | −57   | 25     |
| 10. | JK Tulevik Viljandi (N) | 36  | 6  | 4  | 26 | 035:750 | −40   | 22     |

Platzierungskriterien: 1. Punkte – 2. weniger zugesprochene Siege – 3. Siege – 4. Direkter Vergleich (Punkte, Tordifferenz, geschossene Tore) – 5. Tordifferenz – 6. geschossene Tore – 7. Fair-Play
| (M) | amtierender Meister     |
| (P) | amtierender Pokalsieger |
| (N) | Neu (Aufsteiger)        |

## Kreuztabelle
Die Kreuztabelle stellt die Ergebnisse aller Spiele dieser Saison dar. Die Heimmannschaft ist in der linken Spalte, die Gastmannschaft in der oberen Zeile aufgelistet. Die Teams spielten jeweils viermal – zwei Heim- und zwei Auswärtsspiele – gegeneinander, sodass insgesamt 36 Spiele zu absolvieren waren.
| Spieltage 1–18      | FC Levadia Tallinn | JK Kalev Sillamäe | FC Flora Tallinn | FC Nõmme Kalju | FC Infonet Tallinn | Paide Linnameeskond | JK Tammeka Tartu | JK Trans Narva | Pärnu Linnameeskond | JK Tulevik Viljandi |
| ------------------- | ------------------ | ----------------- | ---------------- | -------------- | ------------------ | ------------------- | ---------------- | -------------- | ------------------- | ------------------- |
| FC Levadia Tallinn  |                    | 2:0               | 1:1              | 0:2            | 0:0                | 2:1                 | 2:1              | 1:1            | 3:0                 | 2:0                 |
| JK Kalev Sillamäe   | 3:3                |                   | 1:2              | 2:3            | 0:0                | 4:1                 | 4:0              | 1:0            | 0:0                 | 2:1                 |
| FC Flora Tallinn    | 0:1                | 1:0               |                  | 0:2            | 1:0                | 2:1                 | 7:0              | 0:1            | 3:1                 | 3:0                 |
| FC Nõmme Kalju      | 1:2                | 0:2               | 2:0              |                | 1:0                | 2:1                 | 3:0              | 4:1            | 1:0                 | 6:2                 |
| FC Infonet Tallinn  | 1:2                | 1:0               | 0:2              | 1:0            |                    | 2:3                 | 2:2              | 3:0            | 2:0                 | 2:0                 |
| Paide Linnameeskond | 1:5                | 1:1               | 0:2              | 0:3            | 2:4                |                     | 2:3              | 1:0            | 4:1                 | 0:3                 |
| JK Tammeka Tartu    | 2:3                | 0:5               | 1:3              | 1:2            | 1:2                | 3:2                 |                  | 3:1            | 1:0                 | 1:1                 |
| JK Trans Narva      | 1:3                | 1:2               | 0:1              | 2:0            | 0:0                | 0:0                 | 6:0              |                | 5:2                 | 2:0                 |
| Pärnu Linnameeskond | 2:2                | 1:6               | 1:2              | 0:3            | 0:2                | 2:2                 | 4:2              | 0:1            |                     | 2:1                 |
| JK Tulevik Viljandi | 0:4                | 0:2               | 0:4              | 1:0            | 0:0                | 2:0                 | 3:1              | 1:1            | 5:2                 |                     |

| Spieltage 19–36     | FC Levadia Tallinn | JK Kalev Sillamäe | FC Flora Tallinn | FC Nõmme Kalju | FC Infonet Tallinn | Paide Linnameeskond | JK Tammeka Tartu | JK Trans Narva | Pärnu Linnameeskond | JK Tulevik Viljandi |
| ------------------- | ------------------ | ----------------- | ---------------- | -------------- | ------------------ | ------------------- | ---------------- | -------------- | ------------------- | ------------------- |
| FC Levadia Tallinn  |                    | 2:1               | 0:2              | 1:2            | 5:0                | 5:1                 | 1:0              | 0:1            | 0:0                 | 2:0                 |
| JK Kalev Sillamäe   | 2:2                |                   | 0:1              | 0:4            | 1:0                | 1:0                 | 4:1              | 2:0            | 3:3                 | 2:1                 |
| FC Flora Tallinn    | 1:1                | 3:1               |                  | 1:0            | 0:0                | 1:0                 | 2:1              | 2:3            | 4:0                 | 4:1                 |
| FC Nõmme Kalju      | 0:0                | 2:1               | 0:2              |                | 1:1                | 1:0                 | 1:0              | 1:1            | 4:3                 | 4:0                 |
| FC Infonet Tallinn  | 2:2                | 3:1               | 0:1              | 2:2            |                    | 1:0                 | 4:2              | 3:0            | 1:1                 | 2:1                 |
| Paide Linnameeskond | 2:4                | 1:1               | 2:1              | 5:4            | 0:2                |                     | 4:0              | 1:2            | 3:3                 | 4:1                 |
| JK Tammeka Tartu    | 1:6                | 1:4               | 1:4              | 0:3            | 1:1                | 1:1                 |                  | 2:1            | 0:1                 | 1:0                 |
| JK Trans Narva      | 0:1                | 0:0               | 1:3              | 0:2            | 0:1                | 2:0                 | 4:2              |                | 5:0                 | 2:0                 |
| Pärnu Linnameeskond | 0:5                | 1:2               | 1:5              | 2:1            | 0:4                | 0:1                 | 0:1              | 2:2            |                     | 1:0                 |
| JK Tulevik Viljandi | 0:3                | 1:2               | 0:1              | 2:2            | 0:1                | 2:3                 | 3:2              | 2:3            | 1:2                 |                     |

## Relegation
Am Ende der regulären Saison trat der Neuntplatzierte der Meistriliiga, gegen den Zweitplatzierten der Esiliiga, in der Relegation an. Die Spiele fanden im November 2015 statt, wobei zuerst der Zweitligist Heimrecht hatte. Als Gesamtsieger setzte sich Tammeka Tartu durch und stieg in die Meistriliiga 2016 auf.
| Datum             |                   | Ergebnis |                   |
| ----------------- | ----------------- | -------- | ----------------- |
| 18. November 2015 | JK Tammeka Tartu  | 4:1      | JK Tallinna Kalev |
| 22. November 2015 | JK Tallinna Kalev | 1:0      | JK Tammeka Tartu  |
| Gesamt:           | JK Tammeka Tartu  | 4:2      | JK Tallinna Kalev |

## Torschützenliste
| Pl. | Name                 | Team                | Tore |
| --- | -------------------- | ------------------- | ---- |
| 01. | Ingemar Teever       | FC Levadia Tallinn  | 24   |
| 02. | Yaroslav Kvasov      | JK Kalev Sillamäe   | 19   |
| 03. | Vjatšeslav Zahovaiko | Paide Linnameeskond | 17   |
| 04. | Rauno Sappinen       | FC Flora Tallinn    | 16   |
| 04. | Ats Purje            | FC Nõmme Kalju      | 16   |
| 06. | Vitālijs Ziļs        | JK Trans Narva      | 13   |
| 07. | Vladislavs Kozlovs   | FC Infonet Tallinn  | 12   |
| 08. | Siim Luts            | FC Levadia Tallinn  | 11   |
| 08. | Tarmo Neemelo        | FC Nõmme Kalju      | 11   |
| 08. | Taavi Laurits        | Pärnu Linnameeskond | 11   |
| 08. | Hidetoshi Wakui      | FC Nõmme Kalju      | 11   |